# ارالدو مونزجلیو
ارالدو مونزجلیو (به ایتالیایی: Eraldo Monzeglio) بازیکن فوتبال و اهل ایتالیا است 

## تیم ملی
از سال ۱۹۳۰ میلادی عضو تیم ملی فوتبال ایتالیا بوده و در ۳۳ بازی ملی حضور داشته‌است. او در بازی‌های ملی‌اش گلی به ثمر نرساند.
ارالدو مونزجلیو آخرین بازی ملی خود را در سال ۱۹۳۸ میلادی انجام داد.